# Bandeira da Guiana
A bandeira da Guiana, conhecida como a ponta da flecha dourada, foi aprovada em 26 de maio de 1966. Foi desenhada por Whitney Smith, um estadunidense conhecido por seus estudos concentrados no simbolismo das bandeiras. O desenho original não incluía as bordas preta e branca que foram incorporadas pelo Colégio Heráldico do Reino Unido. A cor verde representa a agricultura e os bosques. O branco simboliza os rios e a água. O ouro (amarelo) reflete a riqueza mineral do país. O preto representa a capacidade de resistência, e o vermelho o ardor e o dinamismo.

## Outras bandeiras

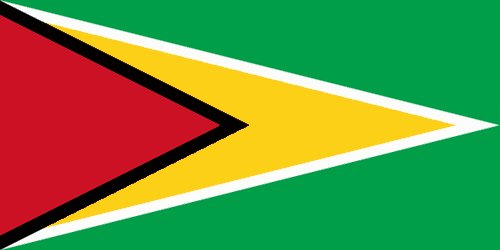
Bandeira Civil da Guiana.
Bandeira da Guiana Britânica, de 1875 a 1906.
Bandeira da Guiana Britânica, de 1919 a 1954.
Bandeira da Guiana Britânica, de 1954 a 1966.